# Neurona de proyección

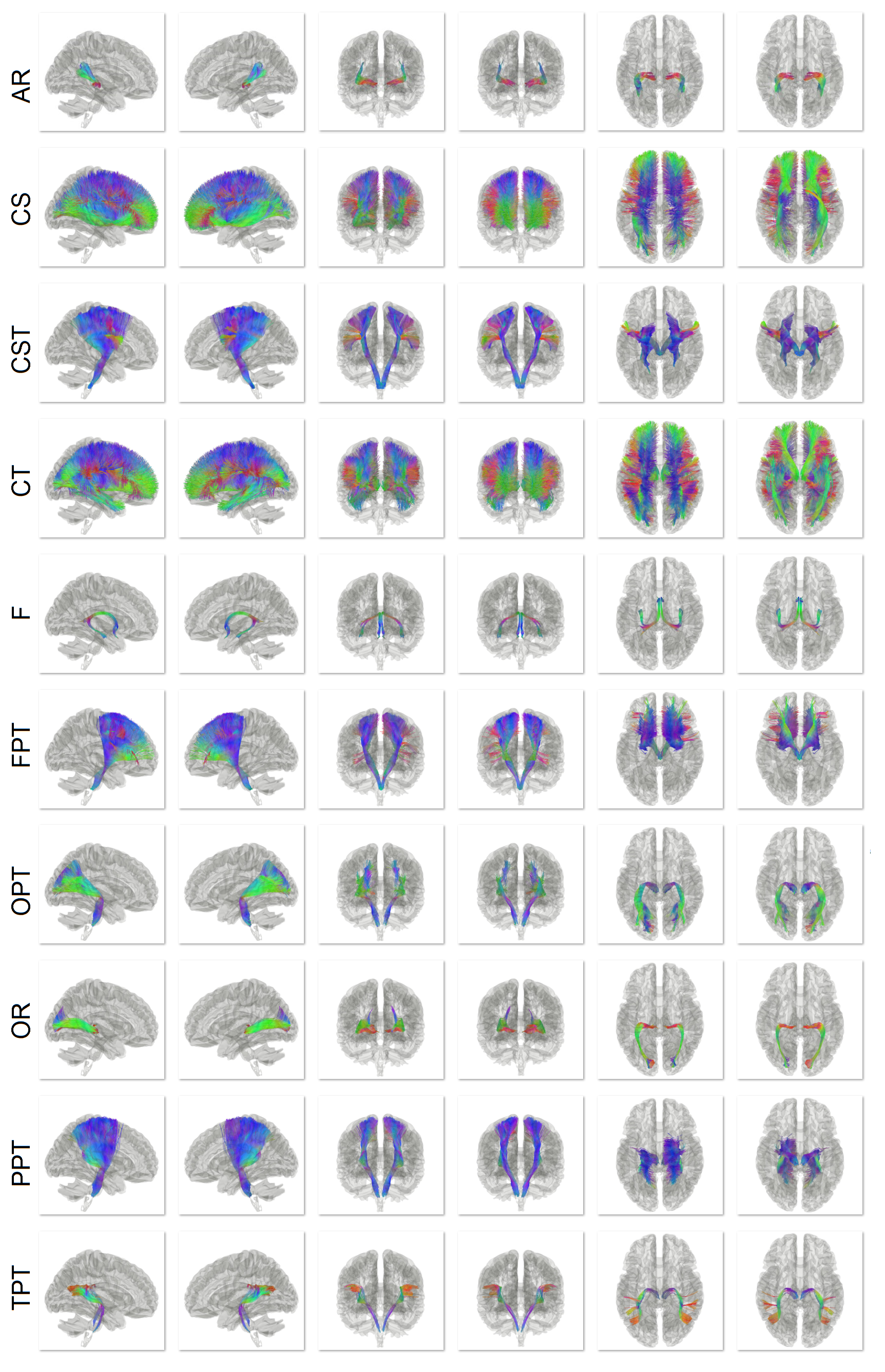
Atlas de tractografía humana promediada poblacionalmente de las vías de proyección. (AR) Radiación acústica, (CS) Vía corticoestriatal, (CST) Tracto corticoespinal, (TC) Vía corticotalámica, (F) Fórnix, (OR) Radiación óptica, (FPT) Tracto frontopónico, (OPT) Tracto occipitopontina, (PPT) Tracto parietopontino, (TPT) Tracto temporopónico.

Las neuronas de proyección son neuronas que, al igual que las interneuronas, se encuentran en el sistema nervioso central y sólo establecen sinapsis con otras neuronas, es decir, no inervan músculos ni conectan con los órganos de los sentidos. Se diferencian de las interneuronas en que poseen axones más largos y por, lo general, conectan estructuras distantes del SNC.

## Historia
Santiago Ramón y Cajal, en sus primeras descripciones de las neuronas, distinguió entre neuronas de axón corto y neuronas de axón largo. Las primeras, que inervan regiones de una misma estructura del SNC, son las que actualmente se denominan interneuronas. Las segundas, que comunican regiones más alejadas dentro del tejido nervioso central actualmente se denominan neuronas de proyección.